# Б-ћелијски рецептор
Б-ћелијски рецептор (БЦР) је трансмембрански протеин на површини Б-ћелија. Б-ћелијски рецептор састоји се од молекула имуноглобулина који формирају протеин трансмембранског рецептора типа 1 и типично се налазе на спољној површини ових ћелија лимфоцита.  Кроз биохемијску сигнализацију и физичким преузимањем антигена из имунолошких синапси, БЦР контролише активацију Б ћелија. Б ћелије су способне да сакупљају антигене ангажујући биохемијске модуле за груписање рецептора, ширење ћелија, стварање вучних сила и транспорт рецептора, што на крају резултује ендоцитозом и презентацијом антигена. Механичка активност Б ћелија функционише по принципу негативних и позитивних повратних спрега које регулишу количину уклоњеног антигена директним утицајем на динамику БЦР – антигенских веза.  Специфично, груписање и експанзија повећавају однос антигена са БЦР, доказујући тако осетљивост и појачавање.  С друге стране, вучне силе раздвајају антиген од БЦР, чиме се тестира квалитет везивања антигена.
Везни део рецептора састоји се од рецептора за антитела везаног за мембрану који, као и сва антитела, има два идентична паратопа који су јединствени и насумично одређени . БЦР за антиген је значајан сензор потребан за активацију, преживљавање и развој Б ћелија. Б ћелија се активира првим сусретом са антигеном који се веже за њен рецептор (његов "сродни антиген"), ћелија се дели и диференцира стварајући популацију Б ћелија и меморијских Б ћелија које секретују антитела.   Рецептор Б ћелија (БЦР) има две кључне функције у интеракцији са антигеном. Једна од функција је трансдукција сигнала, која укључује промене у олигомеризацији рецептора. Друга функција је да посредује у интернализацији за накнадну обраду антигена и презентацију пептида помоћничким Т ћелијама.

## Развој и структура Б-ћелијског рецептора
Прва контролна тачка у развоју Б ћелије је стварање функционалног пре-БЦР, који се састоји од два сурогатна лака ланца и два тешка ланца имуноглобулина, који су нормално повезани са сигналним молекулима Иг-α и Иг-β.   Свака Б ћелија, произведена у костној сржи, високо је специфична за антиген.  БЦР се може наћи у одређеном броју идентичних копија мембранских протеина који су изложени на површини ћелије. 
Б-ћелијски рецептор састоји се из два дела:
1. Мембрански молекул имуноглобулина једног изотипа (ИгД, ИгМ, ИгА, ИгГ или ИгЕ). Са изузетком присуства интегралног мембранског домена, они су идентични мономерној верзији њихових секретованих облика.
2. Део за трансдукцију сигнала: хетеродимер назван Иг-α / Иг-β ( ЦД79 ), повезан заједно дисулфидним мостовима . Сваки члан димера обухвата плазма мембрану и има цитоплазматска репа који носе мотив активације на основу имунорецептора тирозин (ИТАМ) . [10] [11]

Аналитичније, БЦР комплекс се састоји од субјединице за везивање антигена, познату као мембрански имуноглобулин (мИг), која се састоји од два лака ланца имуноглобулина (ИгЛ) и два тешка ланца имуноглобулина (ИгХ), као и две хетеродимерске подјединице Иг- α и Иг-β. Да би се молекули мИгМ транспортовали на површину ћелије, мора да постоји комбинивоање Иг-α и Иг-β са молекулима мИгМ. Пре-Б ћелије које не генеришу ниједан молекул Иг нормално носе и Иг-α и Иг-β на површину ћелије.  
Хетеродимери могу постојати у Б ћелијама или удружено или у комбинацији са другим протеинима специфичним за пре Б ћелије или издвојено, чиме замењују молекул мИгМ. Унутар БЦР, део који препознаје антигене састоји се од три различита генетска региона, која се називају В, Д и Ј .    Сви ови региони се рекомбинују и спајају на генетском нивоу у комбинаторном процесу који је изузетан за имунски систем. Постоји велики број гена који кодирају сваки од ових региона у геному и могу се спојити на различите начине како би се генерисао широк спектар молекула рецептора.   Продукција оваквог варијетета је пресудна, јер организам може да наиђе на много више антигена него што постоји гена на располагању. Кроз овај процес, организам проналази начин да произведе више различитих комбинација молекула рецептора који препознају антиген. Преуређивање тешког ланца БЦР подразумева почетне кораке у развоју Б ћелије. Кратки Ј Х (који се спаја) и Д Х (диверзитет) региони се комбинују прво у раним про-Б ћелијама у процесу који зависи од ензима РАГ2 и РАГ1.  Након рекомбинације Д и Ј региона, ћелија се сада назива „касном про-Б“ ћелијом, а кратка ДЈ регија се сада може рекомбиновати са дужим сегментом гена В Х.
БЦР имају карактеристична места везивања која се ослањају на комплементарност површине епитопа и површине рецептора, до које често долази нековалентним силама. Зреле Б ћелије могу преживети у периферној циркулацији само ограничено време када нема специфичног антигена. То је зато што када ћелије у том периоду се нису сусреле ни са једним антигеном и оне ће проћи кроз апоптозу.  Приметно је да је у периферној циркулацији апоптоза важна за одржавање оптималне циркулације Б-лимфоцита.   По својој структури, БЦР за антигене су готово идентични секретованим антителима.   Међутим, постоји изразита структурна различитост у подручју Ц- краја тешких ланаца, јер се састоји од кратког хидрофобног џепа који се шири преко липидног двослоја мембране.

## Сигнални путеви Б-ћелијских рецептора
Постоји неколико сигналних путева кроз које Б-ћелијски рецептор може да прође. Физиологија Б ћелија је тесно повезана са функцијом њиховог Б-ћелијског рецептора. БЦР сигнални пут се покреће када мИг подјединице БЦР вежу специфични антиген. Почетно активирање рецептора Б ћелија је слично за све рецепторе из породице каталитичких тирозин-фосфорилираних рецептора .  Везивање омогућава фосфорилацију мотива за активирање на основу тирозина имунорецептора (ИТАМ) у придруженим подјединицама хетеродимера Игα / Игβ од стране тирозин киназа из породице Срц, укључујући Блк, Лин и Фин. Представљено је више модела како везивање БЦР-антигена индукује фосфорилацију, укључујући конформациону промену рецептора и агрегацију више рецептора након везивања антигена.  Тирозин киназа Сик се везује и активира фосфорилинисаним ИТАМ-има, а фосфорилише протеин БЛНК на више локација. Након фосфорилације, низводни сигнални молекули се регрутују у БЛНК, што резултује њиховом активацијом и трансдукцијом сигнала у унутрашњост. 
1. Пут ИКК / НФ-κБ транскрипционог фактора: ЦД79 и други протеини, микросигналосоми, иду да активирају ПЛЦ-γ након препознавања антигена од стране БЦР и пре него што се повеже у ц-СМАЦ. Затим дели ПИП2 на ИП3 и ДАГ ( диацилглицерол). ИП3 делује као други гласник и драматично повећава јонски калцијума унутар цитосола (ослобађањем из ендоплазматског ретикулума или приливом из ванћелијске околине путем јонских канала). То доводи до евентуалне активације ПКЦβ из калцијума и ДАГ. ПКЦβ фосфорилира (директно или индиректно) НФ-κБ сигнални комплексни протеин ЦАРМА1 (сам комплекс који садржи ЦАРМА1, БЦЛ10 и МАЛТ1 ). То резултира регрутовањем и придруживању ИКК ( ИкБ киназе), ТАК1, помоћу неколико ензима убикуитилатион који су такође повезани са ЦАРМА1 / БЦЛ10 / МАЛТ1 комплексом. Сама МАЛТ1 је каспази сличан протеин који дели А20, инхибиторни протеин НФ-кБ сигнализације (који делује по деубикуитилатинг НФ-кБ је убикуитилатион супстрата, које има инхибиторни ефекат). ТАК1 фосфорилише ИКК тример након што је и он регрутован у сигнални комплекс од својих повезаних ензима убиквилације. ИКК затим фосфорилише ИкБ (инхибитор и везан за НФ-κБ), што индукује његово уништавање обележавањем за протеолитичку разградњу, ослобађајући цитосолни НФ-κБ. НФ-кБ затим мигрира у језгро да би се везао за ДНК на одређеним елементима одговора, што доводи до регрутовања молекула транскрипције и започињања процеса транскрипције.
2. Везивање лиганда за БЦР такође доводи до фосфорилације протеина БЦАП. То доводи до везивања и активирања неколико протеина са СХ2 доменима који вежу фосфотирозин. Један од ових протеина је ПИ3К. Активација ПИ3К доводи до фосфорилације ПИП2, формирајући ПИП3. Протеини са доменима ПХ (Плецкстрин хомологи) могу се везати за новостворени ПИП3 и активирати. То укључује протеине из породице ФокО, који стимулишу напредовање ћелијског циклуса, и протеин киназу Д, која појачава метаболизам глукозе. Још један важан протеин са ПХ доменом је Бам32. Ово регрутује и активира мале ГТПасе, као што су Рац1 и Цдц42. Они су пак одговорни за промене цитоскелета повезане са активацијом БЦР модификујући полимеризацију актина.

## Б-ћелијски рецептор и малигнитет
Показало се да је рецептор за Б ћелије укључен у патогенезу различитих лимфоидних карцинома потеклих од Б ћелија. Иако је могуће да стимулација везивањем антигена доприносе пролиферацији малигних Б ћелија,  све већи број чињеница указује на самоаранжирање БЦР независно од антигена као кључну карактеристику у све већем броју неоплазија Б ћелија     Сигнализација рецептора Б ћелија тренутно је терапијска мета у различитим лимфоидним неоплазмама. 